# Puerto La Esperanza (Paraguay)
Puerto La Esperanza (Anteriormente conocido como Puerto Sastre) es una localidad paraguaya del departamento de Alto Paraguay, ubicado a orillas del Río Paraguay, a unos 680 km de Asunción.
Administrativamente pertenece al municipio de Carmelo Peralta, ubicado a 172 km de distancia.
Se accede a la localidad entrando en el desvío del km 97 de la ruta PY15 "Bioceánica", en la zona conocida como Cruce Coronel Centurión (Ex Cruce Paragro).